# Gliniarze (serial telewizyjny)
Gliniarze – polski serial paradokumentalny o tematyce kryminalnej produkowany przez Outset Films, emitowany od 29 sierpnia 2016 na antenie telewizji Polsat.

## Obsada i bohaterowie
| Aktor                 | Rola                                                                  |
| --------------------- | --------------------------------------------------------------------- |
| Ewelina Ruckgaber     | aspirant sztabowy Natalia Nowak (od odc. 1)                           |
| Piotr Mróz            | starszy aspirant Kuba Roguz (od odc. 112)                             |
| Arkadiusz Krygier     | podkomisarz Olgierd Mazur (od odc. 1)                                 |
| Tomasz Skrzypniak     | aspirant sztabowy Krystian Górski (od odc. 1)                         |
| Aleksander Mackiewicz | aspirant sztabowy Adam Bogusz \| Wojtek (brat Adama) (od odc. 335)    |
| Lea Oleksiak          | starszy aspirant Maja Brzeska (od odc. 1)                             |
| Robert Szewczyk       | aspirant Stefan Dobosz (od odc. 1)                                    |
| Radosław Rutkowski    | aspirant Krzysztof Chrobociński (odc. 2-289 od odc. 535)              |
| Natalia Brudniak      | aspirant sztabowa Olga Lipska (od odc. 764)                           |
| Łukasz Strzałka       | aspirant Michał Rafalski (od odc. 244)                                |
| BYLI BOHATEROWIE      |                                                                       |
| Sebastian Dziubiel    | młodszy aspirant Marcin Potok (odc. 548-755)                          |
| Joanna Mądry          | aspirant sztabowy Agnieszka Walczak (odc. 335–457, 728-746, 767, 998) |
| Maciej Sufa           | starszy aspirant Robert Barcz (odc. 1–110)                            |
| Sebastian Przybylski  | młodszy aspirant Paweł Lasecki (odc. 1–234, 1025)                     |
| Magdalena Wojtacha    | starsza aspirant Agata Byczewska (odc. 649–670, 694)                  |
| Charlotta Zielińska   | aspirant sztabowy Ewa Berg (odc. 583–755)                             |
| Laura Samojłowicz     | aspirant sztabowy Weronika Grot (odc. 464−582)                        |

| NACZELNICY WYDZIAŁU KRYMINALNEGO | NACZELNICY WYDZIAŁU KRYMINALNEGO                                                       |
| Aktor                            | Rola                                                                                   |
| -------------------------------- | -------------------------------------------------------------------------------------- |
| Dariusz Dłużewski                | nadinspektor Piotr Zarębski (odc. 1-171, 206-272, 463-480, 518-894, 898-927, 929-1000) |
| Marta Lewandowska                | p.o. podinspektor Łucja Wilk (odc. 171-206)                                            |
| Magdalena Woźniak                | podinspektor Monika Kruczkowska (odc. 272–462)                                         |
| Zbigniew Kozłowski               | p.o. inspektor Robert Szwarc (odc. 481-521, od odc. 1001)                              |
| Arkadiusz Krygier                | podkomisarz Olgierd Mazur (odc. 895-897,928)                                           |

| KOMENDANT CBP      |                                                     |
| Zbigniew Kozłowski | inspektor Robert Szwarc (odc. 463-957, od odc. 960) |
| Witold Łuczyński   | major Paweł Grzałka (odc. 957-960)                  |

| TECHNICY KRYMINALISTYKI |                                                          |
| Magdalena Soczawa       | technik kryminalistyki Aneta Kwaśny (od odc. 1)          |
| Bartosz Winiarski       | technik kryminalistyki Jan Wójcik (od odc. 2)            |
| Paweł Hajnos            | technik kryminalistyki Bartosz Chmielewski (od odc. 487) |
| Janusz Leśniewski       | technik kryminalistyki Kazimierz Boruch (odc. 198–276)   |

| BIEGLI Z ZAKRESU CYBERPRZESTĘPCZOŚCI |                                                                     |
| Michał Głowacki                      | biegły z zakresu cyberprzestępczości Dariusz Szymczak (od odc. 296) |
| Monika Miller                        | biegła z zakresu cyberprzestępczości Żaneta Kujawska (od odc. 465)  |
| Paweł Wieliczko                      | biegły z zakresu cyberprzestępczości Adam Pazio (odc. 1–110)        |
| Wiktoria Kulaszewska-Grabowska       | biegła z cyberprzestępczości Lena Wagner (odc. 111–462)             |

| PATOMORFOLOG        |                                         |
| Aleksandra Fronczak | patomorfolog Danuta Wszołek (od odc. 1) |

| PROFILER POLICYJNY |                              |
| Helena Chorzelska  | Dominika Sęk (odc. 584-1015) |

| INTERPOL          |                                    |
| Marta Lewandowska | inspektor Łucja Wilk (od odc. 137) |

| ABN (Agencja Bezpieczeństwa Narodowego) |                                             |
| Michał Hołub                            | starszy sierżant Filip Mora (odc. 532-1051) |
| Przemysław Saleta                       | Artur Król (od odc. 773)                    |

| KGP (Komenda Główna Policji) |                                  |
| Joanna Mądry                 | Agnieszka Walczak (odc. 458-998) |
| Dariusz Dłużewski            | Piotr Zarębski (od odc. 1025)    |

| BSW (Biuro Spraw Wewnętrznych) |                                         |
| Ewa Lorska                     | nadinspektor Irena Pusiak (od odc. 547) |

| INFORMATORZY       |                                       |
| Arkadiusz Świetlik | Tomasz „Okoń” Okoński (od odc. 1)     |
| Marlena Szmaja     | Daria Wójcicka (odc. 197–350)         |
| Marta Gierzyńska   | Karina Morello (odc. 352–582)         |
| Przemysław Saleta  | Artur Król (od odc. 500)              |
| Magdalena Turowska | Patrycja "Pati" Talarek (od odc. 646) |
| bd.                | Misiek (od odc. 144)                  |
| Kamila Matyszczak  | Natalia „Natasza” Lasoń (odc. 2–240)  |
|                    | "Motyl"                               |
| Edyta Folwarska    | Wera                                  |

## Emisja w telewizji
Uwaga: tabela zawiera daty odnoszące się wyłącznie do pierwszej emisji telewizyjnej; nie uwzględniono w niej ewentualnych prapremier w serwisach internetowych (takich jak np. Polsat Box Go).
| Seria | Odcinki        | Pierwsza emisja telewizyjna (Polsat) | Pierwsza emisja telewizyjna (Polsat) | Pierwsza emisja telewizyjna (Polsat) | Pierwsza emisja telewizyjna (Polsat)                                                |
| Seria | Odcinki        | Sezon                                | Początek emisji                      | Koniec emisji                        | Pora emisji                                                                         |
| ----- | -------------- | ------------------------------------ | ------------------------------------ | ------------------------------------ | ----------------------------------------------------------------------------------- |
| 1.    | 1–50 (50)      | jesień 2016                          | 29 sierpnia 2016                     | 7 listopada 2016                     | poniedziałek–piątek 17.00                                                           |
| 2.    | 51–110 (60)    | wiosna 2017                          | 27 lutego 2017                       | 25 maja 2017                         | poniedziałek–piątek 17.00                                                           |
| 3.    | 111–170 (60)   | jesień 2017                          | 4 września 2017                      | 28 listopada 2017                    | poniedziałek–piątek 17.00                                                           |
| 4.    | 171–230 (60)   | wiosna 2018                          | 26 lutego 2018                       | 24 maja 2018                         | poniedziałek–piątek 17.00                                                           |
| 5.    | 231–290 (60)   | jesień 2018                          | 3 września 2018                      | 26 listopada 2018                    | poniedziałek–piątek 17.00                                                           |
| 6.    | 291–350 (60)   | wiosna 2019                          | 4 marca 2019                         | 30 maja 2019                         | poniedziałek–piątek 17.00                                                           |
| 7.    | 351–410 (60)   | jesień 2019                          | 2 września 2019                      | 26 listopada 2019                    | poniedziałek–piątek 17.00                                                           |
| 8.    | 411–462 (52)   | wiosna 2020                          | 2 marca 2020                         | 14 maja 2020                         | poniedziałek–piątek 17.00 (2 III – 16 IV); poniedziałek–piątek 16.45 (17 IV – 14 V) |
| 9.    | 463–522 (60)   | jesień 2020                          | 31 sierpnia 2020                     | 23 listopada 2020                    | poniedziałek–piątek 17.00                                                           |
| 10.   | 523–582 (60)   | wiosna 2021                          | 1 marca 2021                         | 25 maja 2021                         | poniedziałek–piątek 17.00                                                           |
| 11.   | 583–642 (60)   | jesień 2021                          | 30 sierpnia 2021                     | 23 listopada 2021                    | poniedziałek–piątek 17.00                                                           |
| 12.   | 643–702 (60)   | wiosna 2022                          | 28 lutego 2022                       | 25 maja 2022                         | poniedziałek–piątek 17.00                                                           |
| 13.   | 703–762 (60)   | jesień 2022                          | 29 sierpnia 2022                     | 22 listopada 2022                    | poniedziałek–piątek 17.00                                                           |
| 14.   | 763–822 (60)   | wiosna 2023                          | 27 lutego 2023                       | 25 maja 2023                         | poniedziałek–piątek 17.00                                                           |
| 15.   | 823–882 (60)   | jesień 2023                          | 4 września 2023                      | 27 listopada 2023                    | poniedziałek–piątek 17.00                                                           |
| 16.   | 883–957 (75)   | wiosna 2024                          | 4 marca 2024                         | 24 czerwca 2024                      | poniedziałek–piątek 17.00                                                           |
| 17.   | 958–1024 (67)  | jesień 2024                          | 2 września 2024                      | 5 grudnia 2024                       | poniedziałek–piątek 17.00                                                           |
| 18.   | 1025–1088 (64) | wiosna 2025                          | 3 marca 2025                         | 2 czerwca 2025                       | poniedziałek–piątek 17.00                                                           |
| 19.   | 1089-1152 (64) | jesień 2025                          | 1 września 2025                      | 28 listopada 2025                    | poniedziałek–piątek 17.00                                                           |